# Литания
Лита́ния (лат. litania от греческого греч. λιτή, означающее «молитва» или «просьба») — в христианстве молитва в форме распева, состоящая из повторяющихся коротких молебных воззваний. Литании могут адресоваться к Иисусу Христу, Деве Марии, или святым. Наиболее часто употребляются в богослужебной практике Католической церкви. В Православной  греческой церкви — крестный ход.

## История
Прообразом литании, вероятно, были издревле принятые в Сирии молитвенные распевы с частым повторением Kyrie eleison (транслитерация греч. Κύριε ἐλέησον — «Господи помилуй»). Позднее они вошли в богослужебную практику Западной Церкви. В 529 году Везонский (Вазионский) собор (Concile de Vaison) постановил «Да будет поддержан сей красивый обычай провинций Востока и Италии. Пусть „Kyrie eleison“ будет исполняться на мессах, утренях и вечернях, потому что это пение так мило и приятно, что продолжайся оно хоть день и ночь без перерыва, не способно было бы породить отвращение или скуку».
Количество повторений молитвы определял священник. Литания с повторением «Кирие» вошла в бревиарий в раздел ежедневных молитв и в монастырский бревиарий для «Часов» (Устав св. Бенедикта, IX, 17). В зависимости от того повторялись «Кирие» и другие мольбы единожды или чаще, литании получили названия planæ ("плоская"),  ternæ, quinæ ("пятиричная"), septenæ ("семиричная").
Публичная набожность христиан стала всеобщей ближе к V веку, и процессии часто проводились в дни, святые для язычников. Эти процессии с иконами и другими религиозными символами также назывались литаниями. В Риме процессии, возглавляемые Папами, проводились очень часто, особенно в Великий Пост, в воспоминание Страстей Христовых. Эта церемония, начатая Римской церковью, получила имя «Главная Литания» (Litania Major) или «Романа» (Romana). Она была приурочена к 25 апреля, дню проведения языческого фестиваля Робигалии (Robigalia).
Когда эпидемия, вызванная наводнением из-за разлива Тибра в 590 году, опустошала Рим, папа Григорий Великий повелел исполнять литанию «Septiformis» ("семиричную").
Одной из самых известных литаний, сложившихся позднее, в XV — XVI веках, является Лоретанская литания к Деве Марии, названная так по итальянскому городу Лорето, известному месту христианского паломничества.

## Богослужебное использование
В настоящее время в Католической церкви наиболее распространены семь литаний:
- Литания Святейшему Имени Иисуса
- Литания Драгоценнейшей Крови Христовой
- Литания Святейшему Сердцу Иисуса
- Литания Пресвятой Деве Марии (Лоретанская)
- Литания святому Иосифу
- Литания всем Святым
- Литания Пресвятой Троице

Литании поются или читаются в храме, как правило, в соединении с мессой или другими богослужениями. Во время богослужения священник читает первую часть каждого воззвания, а народ в храме хором повторяет прошение. Литании могут читаться также в рамках частной молитвы.
Литания Пресвятой Деве Марии читается в мае, месяце, посвящённом Богородице, в первые субботы каждого месяца и в дни богородичных праздников. Литания Святейшему Сердцу читается в июне и обязательно в день праздника Святого Сердца Иисуса. Литания всем святым читается в латинском обряде во время таинства крещения.